# Man Ray
Man Ray, geboren als Emmanuel Radnitzky (Philadelphia, 27 augustus 1890 – Parijs, 18 november 1976), was een Amerikaans dadaïstisch en surrealistisch fotograaf en filmregisseur.

## Leven en werk
Man Ray was het oudste kind in een joods immigrantengezin in de Verenigde Staten: zijn ouders kwamen uit Minsk en Kiev. Toen Emmanuel zeven was, verhuisden ze naar Williamsburg (Brooklyn), waar ze als kleermakers werkzaam waren. In 1912 veranderden ze hun achternaam in Ray wegens het opkomend antisemitisme.
Tot teleurstelling van zijn ouders wilde Emmanuel niet naar de universiteit, maar naar de kunstacademie. Hij maakte zijn eerste belangrijke foto's in 1918. Man Ray schilderde ook en maakte installaties en avant-gardefilms.
Terwijl hij met zijn vriend Marcel Duchamp, die hij in 1915 had ontmoet, in New York woonde, richtte hij de Amerikaanse tak van de dada-beweging op. Deze beweging begon in Europa als een radicale afwijzing van de traditionele kunst. Man Ray was medeoprichter van een groep moderne kunstenaars, genaamd Others.

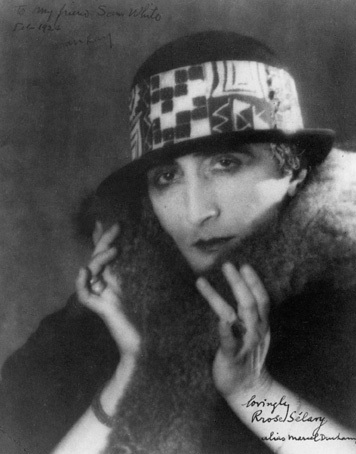
Portret van Rrose Selavy (Marcel Duchamp), 1921, Philadelphia Museum of Art

Na enkele weinig succesvolle experimenten en vooral na de publicatie van de eenmalige uitgave van New York Dada in 1920 schreef Man Ray aan de Roemeense dichter-kunstenaar Tristan Tzara: "Dada cannot live in New York". Daarop vertrok Man Ray in 1921 naar Parijs, waar hij ging wonen en werken in Montparnasse. Hij werd verliefd op de beroemde Franse zangeres Kiki (Alice Prin), vaak aangeduid als Kiki van Montparnasse, die later zijn favoriete fotomodel werd.
In de daaropvolgende twintig jaar in Montparnasse leidde Man Ray een revolutie op het gebied van de fotografie. Grote artiesten uit die tijd zoals James Joyce, Gertrude Stein, Jean Cocteau werden door hem vastgelegd op de gevoelige plaat.
Met Jean Arp, Max Ernst, André Masson, Joan Miró, en Pablo Picasso, was hij vertegenwoordigd op de eerste surrealistische tentoonstelling in Galerie Pierre in Paris (1925).
In 1934 poseerde de surrealistische kunstenares Meret Oppenheim, bekend door haar met bont bedekte theekopje, voor Man Ray in wat een zeer bekende reeks foto's werd. Tussen 1934 en 1940 vormde hij een koppel met de zwarte danseres Ady Fidelin, die model stond voor honderden van zijn foto's.
Vlak voor de oorlog keerde Man Ray terug naar Amerika en vestigde zich in Hollywood, waar hij kunstvrienden uit Parijs aantrof. Hij bleef Montparnasse zijn thuis noemen en keerde er in 1951 samen met zijn in Amerika gevonden vrouw (Juliet Browner) terug. In de naoorlogse jaren hield hij zich niet meer met fotografie bezig, maar met de schilderkunst. Ook heeft hij sieraden en reproducties van de vroege dada-kunstwerken van zijn vriend Marcel Duchamp gemaakt. Zo werd ook de popart onderdeel van zijn artistiek spectrum. Man Ray noemde zich altijd schilder, maar zijn grote bijdragen aan de kunsten leverde hij op andere terreinen.
Man Ray ligt begraven op het Cimetière du Montparnasse in Parijs. Op zijn graf staat Unconcerned, but not indifferent. Zijn vrouw overleed in Parijs (januari 1991) en werd 79 jaar.

## Werk in openbare collecties (selectie)
- Museum Boijmans Van Beuningen, Rotterdam[4]
- Rijksmuseum Amsterdam[5]
- Design Museum Den Bosch

## Tentoonstellingen
- 1972 - Sieraad 1900-1972, De Zonnehof, Amersfoort